# Pleurothallis loreae
Pleurothallis loreae là một loài thực vật có hoa trong họ Lan. Loài này được Carnevali & I.Ramírez mô tả khoa học đầu tiên năm 2003.